# 미국산 쇠고기수입의 위생조건에 관한 고시 사건
미국산 쇠고기수입의 위생조건에 관한 고시 사건(2008.12.26. 2008헌마419)은 대한민국의 헌법재판소 판례이다.

## 사실관계
청구인은 미국의 요구에 따라 30개월령 미만 소의 부위 중 수입이 금지되는 특정위험물질의 범위를 축소하는 고시 개정안이 청구인들의 기본권을 침해하여 헌법에 위반된다는 취지로 각 이 사건 헌법소원심판을 청구하였다.

## 이유

### 적법요건에 관한 판단
헌법 제10조에 의하여 국민의 생명·신체의 안전을 보호하기에 필요한 적절하고 효율적인 입법·행정상의 조치를 취하여 그 침해의 위험을 방지하고 이를 유지할 포괄적인 의무를 지는 것이다. 국민의 생명·신체의 안전을 보호하기 위하여 필요한 적절하고도 효율적인 조치를 취하지 못하였다면 이는 국가가 국민의 기본권을 보호할 의무를 위반하여 국민의 생명·신체의 안전에 대한 기본권을 침해할 가능성이 있는 경우에 해당한다. 국민의 생명, 신체의 안전을 보호하기 위하여 필요한 적절하고도 효율적인 조치를 취하지 못하였드면 이는 국가가 국민의 기본권을 보호할 의무를 위반하여 국민의 생명, 신체의 안전에 관한 기본권을 침해할 가능성이 있는 경우이다.

### 법적 관련성
이 사건에서 침해된다고 주장하는 기본권은 생명·신체의 안전에 관한 것으로서 성질상 자연인에게만 인정되어, 청구인 진보신당은 청구인능력이 인정되지 않는다.
다른 청구인 쇠고기 소비자의 경우 그 직접적인 수범자는 아니지만, 일반 소비자라 할 수 있는 나머지 청구인들은 특별한 사정이 없는 한 미국산 쇠고기 수입과 관련된 보호조치인 이 사건 고시에 대하여 구체적이고 실질적인 이해관계를 가지는 것으로 기본권 침해와의 현재성 및 직접성도 인정할 수 있다.

### 본안에 관한 판단

##### 생명·신체의 안전에 관한 보호의무 위반여부
국가가 국민의 생명·신체의 안전에 대한 보호의무를 다하지 않았는지 여부를 헌법재판소가 심사할 때에는 국가가 이를 보호하기 위하여 적어도 적절하고 효율적인 최소한의 보호조치를 취하였는가 하는 과소보호 금지원칙의 위반 여부를 기준으로 삼아 국민의 생명·신체의 안전을 보호하기 위한 조치가 필요한 상황인데도 국가가 아무런 보호조치를 취하지 않았든지 아니면 취한 조치가 법익을 보호하기에 전적으로 부적법하거나 매우 불충분한 것임이 명백한 경우에 한하여 국가의 보호의무의 위반을 확인하여야 하는 것이다.
이 사건 고시상의 보호조치가 완벽한 것은 아니라 할지라도 앞서 본 기준과 내용에 비추어 쇠고기 소비자인 국민의 생명·신채의 안전을 보호하기에 전적으로 부적합하거나 매우 부족하여 그 보호의무를 명백히 위반한 것이라고 단정하기는 어렵다 할 것이다.

##### 기타의 기본권 침해
- 이러한 수입 제한으로 인하여 쇠고기 소비자인 청구인들이 내세우는 기본권 등이 침해될 수 없는 것으로, 기본권 보호의무에 위반한 것인지 여부가 문제되므로 그와 관련된 범위에서 기본권 침해의 주장을 살펴보면 족할 것이다.
- 이 사건 고시가 검역주권을 포기하였다거나 이로 인하여 생명·신체의 안전에 관한 국가의 보호의무에 위반한 것으로 보기 어렵고, 또한 조약에 해당하지 아니함이 분명하여 국회의 동의를 받아야 하는 것도 아니다.
- 국가가 국민의 기본권 보호의무를 이행함에 있어 그 행위의 형식에 관하여도 폭 넓은 형성의 자유가 인정되고 그것도 반드시 법령에 의하여 이행하여야 하는 것은 아니어서, 법령의 위임이 없거나 위임의 범위를 벗어난 것이라는 사유만으로는 보호의무를 위반하거나 소비자의 기본권을 침해한 것으로 볼 수 없다.
- 원래 국민의 생명·신체의 안전 등 기본권을 보호할 의무를 어떠한 절차를 통하여 실현할 것인가에 대하여도 국가에게 폭 넓은 형성의 자유가 인정되는 것으로, 농림수산식품부장관 등 관련 국가기관이 국민의 생명·신체의 안전에 영향을 미치는 고시 등의 내용을 결정함에 있어서 이해관계인의 의견을 사전에 충분히 수렴하는 것이 바람직하지만 그것이 헌법상 적법절차 원칙상 필수적으로 요구되는 것이라고 볼 수 없어, 재예고 절차 등을 거치지 않았다고 하여 그것만으로 법률이 정한 절차를 위반하였거나 이로 인하여 국민의 생명·신체의 안전에 관한 보호의무를 위반한 것으로 보기 어렵다.
- 명확성 여부는 수범자를 기준으로 판단하여야 하는 것이고 설령 쇠고기 소비자를 기준으로 보더라도 의미 내용이 불명확하다고 보기 어려워, 국민의 생명·신체의 안전을 보호하기에 부족할 정도로 불명확하다고 단정할 수 없다.

## 참고 문헌
- 헌법재판소 판례 2008.12.26. 2008헌마419
- p 73~77, 김현석, 헌법 기본판례 109선, 헤르메스, 2011. ISBN 9788994619118